# Viadukt
En viadukt er en brokonstruktion, for én færdselsåre, der fører over andre færdselsårer (f.eks. jernbane, vej ol. samt over en dal). Dog benyttes ordet undertiden også til at beskrive området under broen.
Mange viadukter over land forbinder punkter af samme højde i landskabet, ofte for at krydse dale, kløfter og andre forhindringer i et ellers fladt landskab. I denne forbindelse ses det ofte, at ved lave viadukter går en krydsende vej under broen ned i en dal og skaber en slags bue i landskabet. I kraftigt regnvejr kan man i områder med typisk dårlig kloakering opleve oversvømmelser her. Ligeledes er disse områder udsatte om vinteren, da arealet under broen er i læ og typisk køligere end området generelt. Således dannes der lettere fugt her, der kan give glat føre.
Viadukter over vand er ofte kombineret med andre typer af broer eller tunneller for at krydse befærdede farvande.